# Бюстье

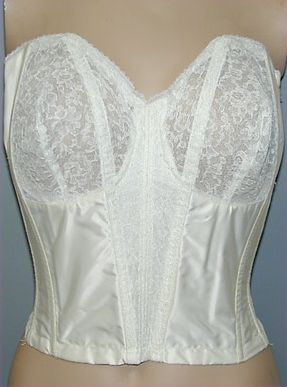
Бюстье

Бюстье́ (фр. bustier от buste «бюст, грудь») — предмет женского нижнего белья, представляющий собой короткий узкий топ. Подобно бюстгальтеру, основной функцией бюстье является поддержка груди.
Предшественником можно считать элемент белья из льна или хлопка, появившийся в конце XIX века, который надевали поверх корсета с целью защиты платья от изнашивания из-за трения с корсетной застёжкой.
Современные бюстье чаще всего бывают без лямок и со вшитыми косточками, осуществляющими лучшую поддержку груди. Не следует путать бюстье с корсетом, который формирует фигуру, в первую очередь талию, и служит для поддержания красивой осанки.